# Красная Шапочка (фильм, 2022)
«Красная Шапочка» — российский приключенческий фильм в жанре фэнтези Лины Арифулиной, Александра Баршака и Артёма Аксёненко. В главных ролях: Таисья Калинина, Данила Якушев и Екатерина Климова. Премьера картины прошла 19 сентября 2022 года в кинотеатре «Октябрь». Выход в широкий прокат состоялся 22 сентября 2022 года. С 22 по 25 сентября фильм стал лидером проката в России и странах СНГ, собрав 47,5 млн рублей. Телевизионная премьера состоялась 23 декабря 2023 года на телеканале «СТС».

## Сюжет
События фантастического фильма разворачиваются задолго до рождения Красной Шапочки и рассказывают о её происхождении. Сто лет назад два враждующих клана заключили перемирие: защитники волшебного города договорились с волками, что те останутся в пределах леса. На какое-то время соглашение соблюдалось, но со временем оборотни всё чаще стали появляться возле поселения. Отец Красной Шапочки решает дать бой опасным хищникам, но погибает в неравной схватке. Город остаётся без защиты и попадает под власть Вестара, предводителя волчьей стаи. Мать Красной Шапочки и её бабушка спасаются из охваченного страхом города и находят укрытие. Спустя некоторое время на свет появляется девочка, ничего не знающая ни о своём отце, ни о своём предназначении.
Лишь в двенадцать лет Красная Шапочка узнаёт семейную тайну — мать и бабушка рассказывают ей о Волкобое, её отце, и о том, что с ним произошло. Теперь девушке, в чьих жилах течёт кровь её храброго родителя, предстоит завершить начатое отцом и вновь остановить хищников, угрожающих людям.

## В ролях
| Актёр              | Роль            |
| ------------------ | --------------- |
| Таисья Калинина    | Красная Шапочка |
| Данила Якушев      | Волкобой        |
| Екатерина Климова  | Мари            |
| Ирина Розанова     | бабушка         |
| Алексей Барабаш    | Алекс           |
| Алексей Серебряков | Вестар          |
| Юрий Чурсин        | Харди           |
| Нино Нинидзе       | Берта           |
| Павел Кузьмин      | Роган           |
| Иван Кокорин       | Борхес          |
| Олег Чугунов       | Морис           |
| Дмитрий Куличков   | Волк            |

## Музыка
- «Би-2» — «Волки»
- Пётр Елфимов — «Тема отца»
- Анет Сай — «Не опусти»[10][11]

## Критика
«Красная Шапочка» получила в основном негативный приём критиков. На Критиканстве фильм получил 36/100, а также титул худшего фильма 2022 года.